# 拉迪亚特
改革后拉迪亚特（英語：Post-reform radiate），通称拉迪亚特（radiate），又称耀芒币，是一种古罗马硬币。它的具体名字不详，因像无敌者索尔一样戴着耀芒冠而得名，自戴克里先货币改革开始发行。该币看起来与安东尼尼安努斯（又称“改革前拉迪亚特”）相似，但没有“XXI”的标记，钱币学家认为这个标识是表明硬币中每20份青铜会对应有1份银。拉迪亚特只含有很少或直接不含银的成分。重量在2.23g到3.44g之间。